# Iglesia de San Vicente Mártir (Lucena del Puerto)
La Parroquia de San Vicente Mártir es un templo católico ubicado en la localidad de Lucena del Puerto.

## Historia
La obra original del templo responde a los inicios del siglo XVI, si bien de esta solo se conserva la capilla mayor. El Terremoto de Lisboa de 1755 dañó gravemente el edificio, que fue reconstruido y adquirió su actual aspecto entre 1758 y 1760. En el siglo siguiente vio notablemente aumentado su patrimonio mueble, al recibir obras procedentes del desamortizado Monasterio de la Luz, ocurriendo lo propio en 1963 tras el cierre del Hospital de la Misericordia.

## Descripción
El templo es un edificio gótico-mudéjar con añadidos barrocos. Consta de una sola nave dividida en cinco tramos y cubierta con artesonado mudéjar con tirantes. A cada costado se adosan tres capillas laterales.
Al exterior, la reconstrucción barroca enmascara completamente la fábrica original. La portada principal se sitúa a los pies del templo. Consta de puerta adintelada con frontón triangular y actualmente se encuentra cegada. Junto a ella se alza el campanario, construido por Pedro de Silva tras el Terremoto de Lisboa. Consta de caña, cuerpo de campanas y chapitel octogonal revestido de azulejos y coronado por una cruz de cerrajería. La nave se cubre a dos aguas con tejas árabes, quedando las capillas laterales cubiertas por tejado a una sola agua del mismo material.
Un arco triunfal apuntado da paso a la capilla mayor, cubierta con bóveda de nervios estrellada, similar a la del cercano Monasterio de la Luz. Su hechura data de principios del siglo XVI. Adosado a su pilar derecho se encuentra un púlpito de hierro forjado con decoración de flores, granadas y eses contrapuestas realizado en 1754 por Ignacio Ibáñez, maestro herrero de San Juan del Puerto.
El retablo mayor está dedicado a San Vicente, titular de la parroquia y patrón de la localidad. Es una imagen de talla completa de hacia 1560, aunque en el libro que sostiene en su mano consta la inscripción de una restauración ocurrida en 1891. El nimbo de plata es de principios del XVIII. El retablo fue tallado por Francisco González Guisado en 1782 y alterna acabados dorados y marmolados sobre un fondo celeste verdoso. Fue restaurado en 1998 por Paulino Palma y Carlos Núñez.
En el lado del Evangelio de la capilla mayor se encuentra el primitivo retablo de San Vicente, de mediados del siglo XVI y trazas cercanas al estilo de Juan Bautista Vázquez el Viejo. Actualmente está ocupado por la Virgen de la Luz. Se trata de un altorrelieve realizado hacia 1503 en pasta de madera y fibras vegetales, dentro de una serie que cuenta con otras obras similares en Villarrasa, Antequera, Prádanos de Bureba y Hornillos. Porta corona, media luna y ráfaga de ocho en plata de ley realizadas hacia 1800. La patrona de Lucena del Puerto se encuentra rodeada por una colección de tablas manieristas qué representan en el banco del retablo a los cuatro Evangelistas y los cuatro Padres de la Iglesia Latina y en el primer cuerpo, a ambos lados de la hornacina de la Virgen, a San Pedro y San Pablo. El segundo cuerpo está centrado por la pintura de la Resurrección escoltada por San Juan Bautista y San Lorenzo, mientras que el ático queda para el tema de la Anunciación.
Frontero a este se encuentra el retablo de la Virgen del Rosario, con rocallas y filetes dorados sobre fondo blanco y datable a finales del siglo XVIII. La titular es una imagen policromada de la escuela sevillana de hacia 1600, si bien la policromía, con rico estofado vegetal, data del siglo posterior. Cuenta con corona y potencias fechados en Sevilla en 1816. En el ático aparece un lienzo de la Virgen con el Niño.
También en la capilla mayor hay un crucificado del siglo XVIII y dos lienzos de la Visitación y la Presentación de la Virgen de la misma época, más de los restos de las pinturas murales que recubrían los muros del ábside y que fueron encontradas al restaurarse la capilla en mayo de 1998.

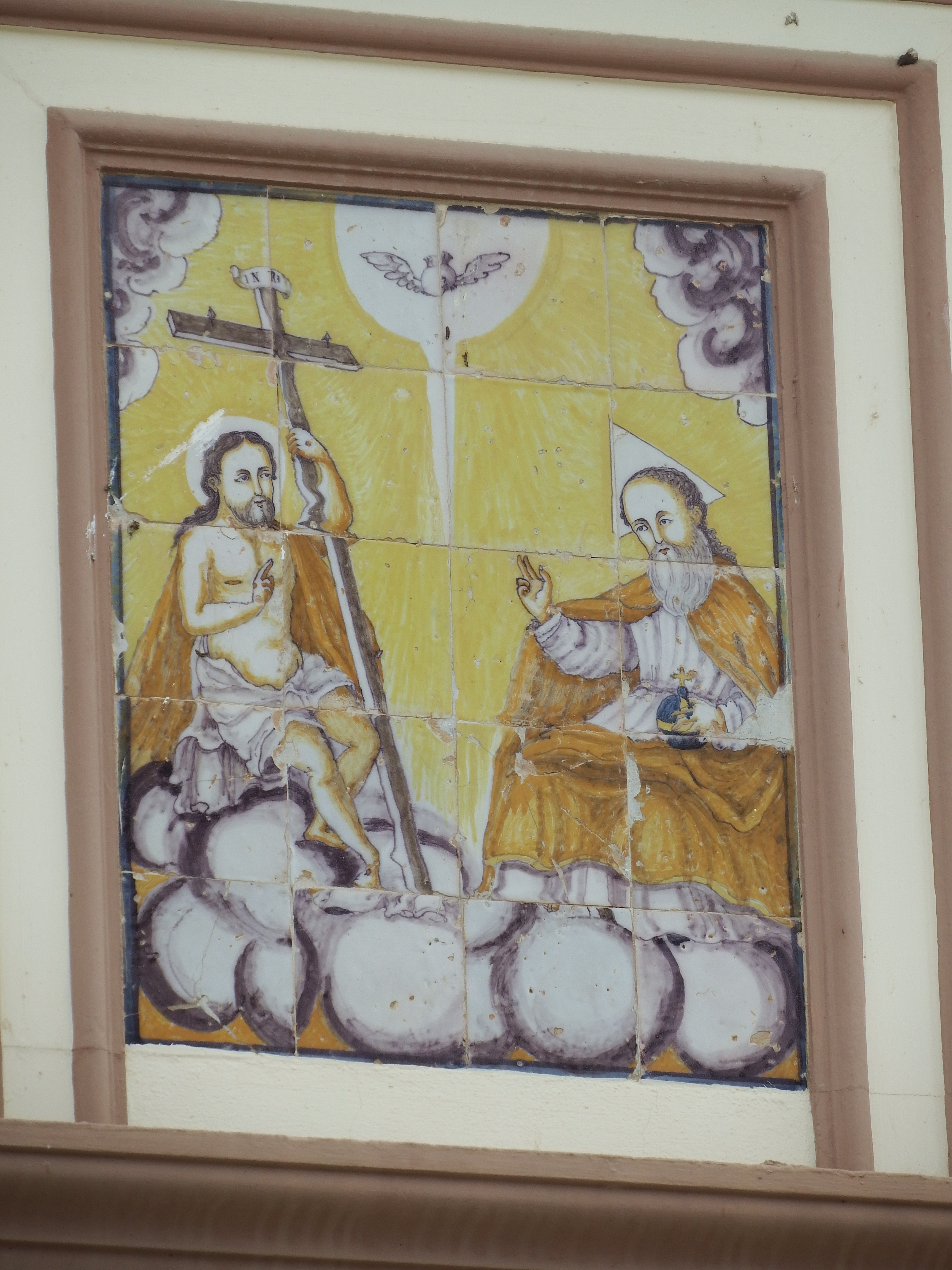
Mosaico de la Trinidad en el exterior del templo

Se abre la nave del Evangelio con la capilla del Cristo de la Sangre, ocupada por un retablo de 1783 en tonos celeste y oro. La ornamentación rococó se completa con cartelas con los atributos de la Pasión. El titular es un crucificado del segundo tercio del siglo XVI, cercano a la producción de Roque Balduque. Luce potencias de plata de principios del XVIII y está escoltado por las pinturas de la dolorosa y San Juan, coetáneas al retablo. El conjunto fue restaurado en 2004. Del extinto Hospital de la Misericordia proceden el grupo escultórico de la Piedad que se sitúa en la mesa de altar. Es una obra de la primera mitad del siglo XVI remodelada por Francisco González Guisado a finales del XVIII. De esta época es la corona de plata con decoración de rocallas. En esta capilla recibe culto también la imagen de Jesús del Gran Poder, nazareno de vestir tallado por Antonio León Ortega en 1948. A continuación se abre la Capilla de las Ánimas Benditas, con un retablo marco del siglo XVIII.
La última de las capillas del lado del Evangelio, incorporada en 1865, está dedicada a la Virgen de los Dolores, una obra de taller catalán de hacia 1900 remodelada por Antonio León Ortega en 1950. Preside un retablo dorado del primer tercio del siglo XVII, aunque la mesa remite a finales del XVIII. A sus pies, un Cristo yacente articulado de principios del siglo XVII en una urna de madera y cristal. Algunos historiadores han visto en él la mano de Juan de Oviedo. El retablo se adorna con dos altorrelieves con los arcángeles Gabriel y Miguel, obras del círculo de Francisco de Ocampo. La capilla se completa con una pintura de la Sentencia de Cristo del siglo XVII.
La primera capilla del lado de la Epístola es la sacramental, con el retablo de la Inmaculada cercano a 1778. La Purísima imita los modelos barrocos de la escuela sevillana, constando su encargo en 1778. Flanquean a la titular óvalos con pinturas de San Francisco de Borja y Santa Gertrudis e imágenes dieciochescas de San Francisco de Asís y San Antonio de Padua. En el muro lateral destaca la pintura del Llanto sobre Cristo muerto, del siglo XVII, procedente del desaparecido Hospital de la Misericordia. La siguiente es la capilla de San José, con retablo de la primera mitad del siglo XVIII rematado por un copete con el escudo de la Orden Tercera Franciscana. El titular responde a la órbita roldanesca y fue costeado por los vecinos de Trigueros en 1778.
Tras la puerta cegada de los pies se encuentra la Capilla de la Virgen del Rocío. Un templete de madera dorada rococó del siglo XVIII, procedente del Monasterio de la Luz, alberga a la titular, imagen tallada por Antonio León Ortega en 1942. Sus atributos de orfebrería fueron cincelados por Manuel Seco Velasco en 1978. También a los pies del templo se encuentra la Capilla de la Virgen de Consolación en sus Dolores, obra igualmente de León Ortega de 1948. En este ámbito se conservan también una pila de mármol rojo de 1694, una urna con un Niño Jesús del siglo XIX y lienzos procedentes del Monasterio de la Luz con los temas de la Lanzada, San Juan Bautista y la aparición de la Virgen de la Luz datables en los siglos XVII y XVIII.
En el ajuar litúrgico del templo destaca la cruz parroquial, labrada por el círculo de Francisco de Alfaro hacia 1580. De esta época es un portapaz de bronce dorado qué representa a la Virgen con el Niño y una concha bautismal en forma de hoja de parra. Hay también dos cálices de plata y plata sobredorada del siglo XVII, misma fecha a la que corresponden las crismeras. Otro cáliz dorado es de 1815. El siglo XX está representado por la custodia de plata dorada labrada por Félix Pozo en 1957.